# 芡实糕

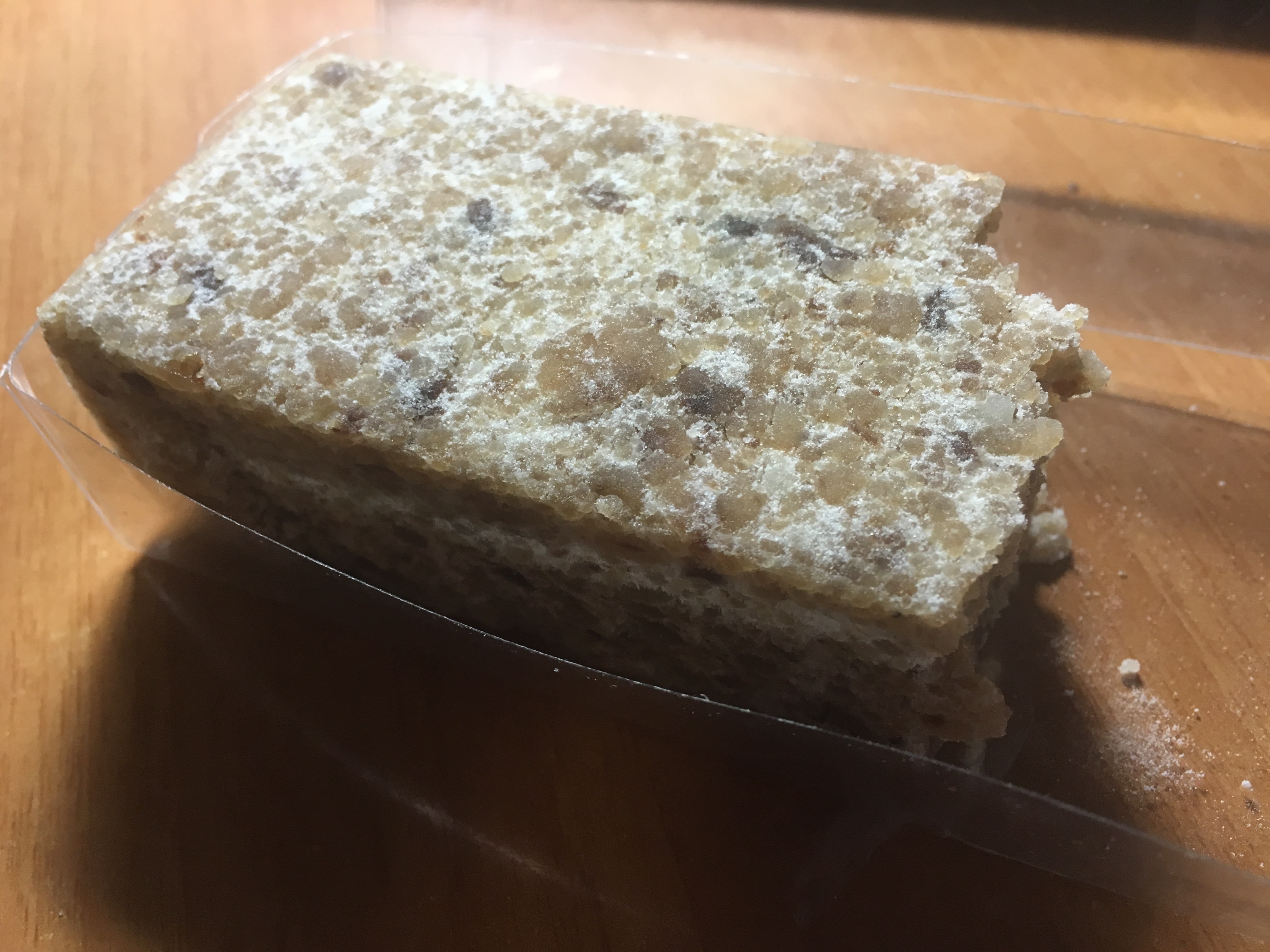
一块芡实糕

芡实糕是一种芡實製的汉族特色糕点，经八珍糕演变而来，产于西塘古镇。
芡实糕的主要成份是糯米粉、糖、新鲜芡實或芡實粉。